# Makrophysik
Makrophysik bezeichnet die Teilbereiche der Physik, in denen die atomare Struktur der Materie sich nur mittelbar bemerkbar macht und demzufolge nicht eigens betrachtet wird.
Bei entsprechend großen Körpern, die aus zahlreichen Teilchen bestehen, mitteln Messinstrumente und auch die verwendeten Begriffe immer über viele Atome. Das geschieht beispielsweise in der Physik kondensierter Materie oder der statistischen Thermodynamik.